# レンアイガク
『レンアイガク』とは竹下けんじろうによる漫画作品。監修は森川友義。『週刊漫画TIMES』（芳文社）2012年5月4日号（同年4月20日発売）より同年11月23日号（同年11月9日発売）まで連載された。なお、同年6月22日号（同年6月8日発売）以後は不定期連載となった。単行本は全2巻。

## あらすじ
出版社の営業マン・藤井学の携帯電話に突然来た「恋愛偏差値を診断する」という内容のメール。彼女に振られたばかりで、直前に会った旧友に「女の修行が足りない」と言われたことが気にかかっていた学は、携帯に表示される質問に答えていく。計測した恋愛偏差値は「14」。かなり低いのではと感じ取った学は最後に表示された偏差値を上げたいかという質問に「Yes」を選択すると、画面が光った後女の子のキャラクターが画面に現れた。その女の子は自らを「アイ」と名乗り、恋愛偏差値をアップさせる手伝いに来たという。

## 登場人物
藤井学（ふじい がく）/ ガク
芳明社に勤める営業マン。真面目で謙虚だが自己評価が低く、彼女との恋愛もうまく行かないタイプ。
アイ
ガクの携帯電話に入っている「次世代型恋愛指南アプリ」のキャラクター。正式名称は「LG 001-AI」。
肥後貞夫（ひご さだを）/ サダヲ
ガクとは大学時代の同期（ただし中退）。元々漫画を描いていて、現在は淀川カツオのアシスタントをしている。
ガクとは逆に自己評価が極端に高く、見栄っ張りで傲慢な性格。レン曰く「見下げたゲス人間」だが、アシスタントとしての能力は高く、カツオが急病で倒れた際にはペン入れ前の原稿を代理で仕上げた。
レン
サダヲの携帯電話に入っている「次世代型恋愛指南アプリ」のキャラクター。
アイとは逆に口が悪いが、レン曰く「サダヲのような人間でなければもっと優しく言っている」とのこと。
淀川カツオ
漫画家。代表作に『オカン総理』があり、ドラマ化作品も多い。女性だが公表されていない。独身。
おかっぱ頭に瓶底メガネという風貌だが、巨乳。我儘なサダヲに強く言えず振り回されっぱなしである。
大和田暁子（おおわだ あきこ）
ガク、サダヲとは大学時代の同期。大学卒業後は証券会社に就職したが、現在はバイク便のライダーをしている。
かつて髪が短く、長身で名が「おおわだあきこ」のため学生時代のあだ名は「アッコ」だった。
中田美奈（なかた みな）
ガクの大学時代の友人の結婚相手の友人。アイのサポートを受けたガクと交際する。